# Tanatose

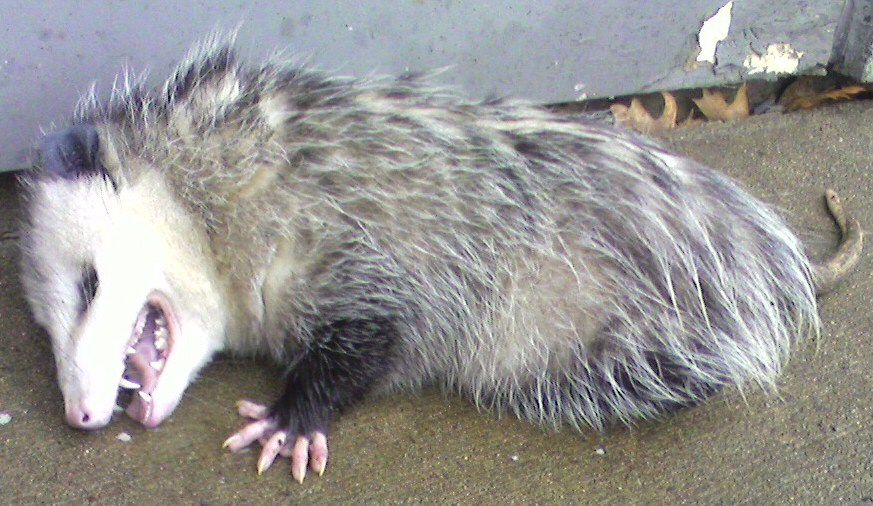
Um gambá se fingindo de morto.

Tanatose ou letissimulação é a capacidade do animal de se fingir de morto. Esta técnica tanto pode ser usada pelas presas para desencorajar predadores, como, pelo contrário, pode ser usada por predadores para aliciar a presa para que se aproxime mais. O biólogo francês Georges Pasteur classifica esta estratégia como uma forma de auto-mimese; uma forma de camuflagem; ou ainda um mimetismo do estado de morte.
Este comportamento é muito comum em anfíbios anuros, principalmente da subfamília Phyllomedusinae (Hylidae).

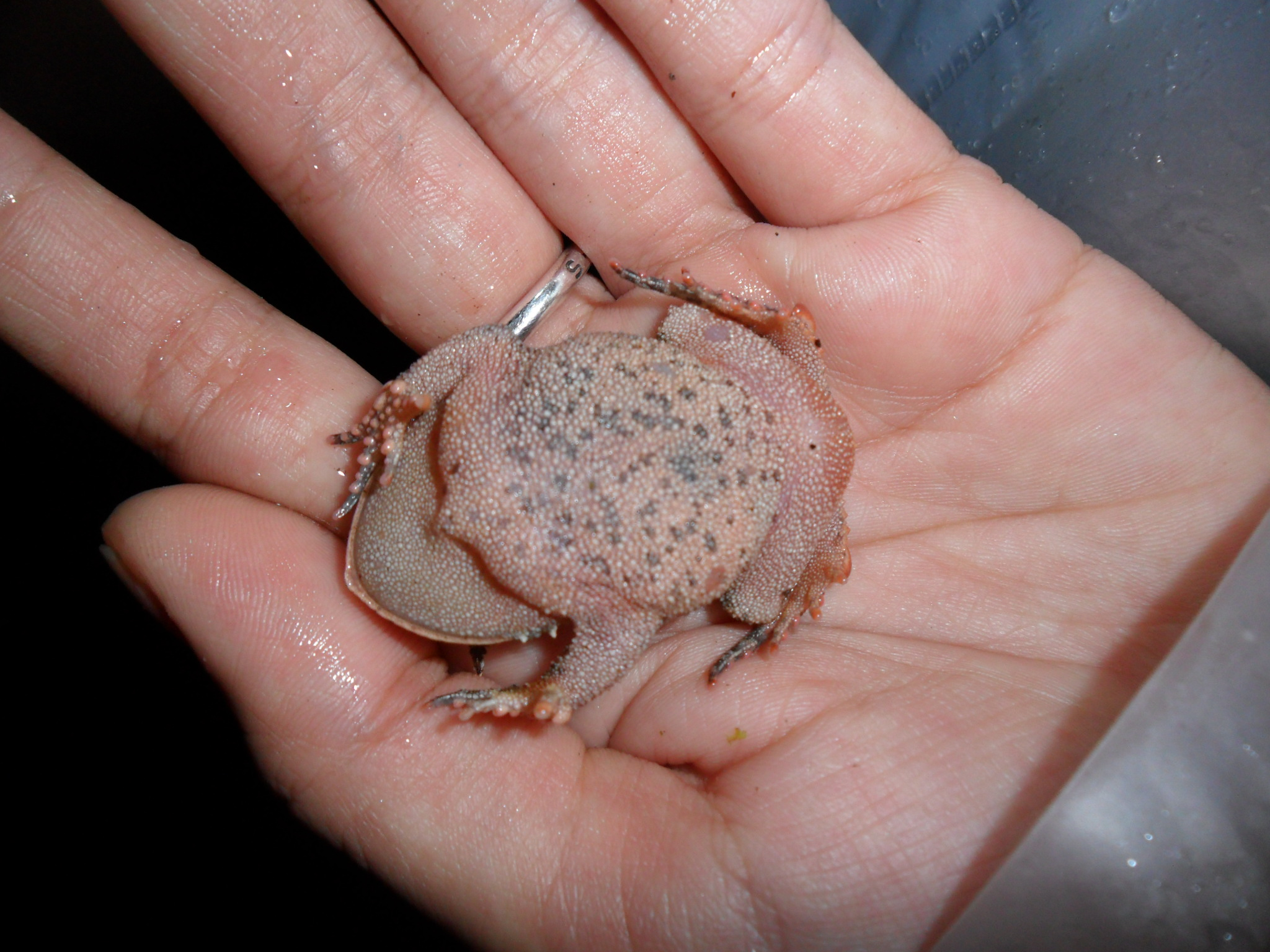
Tanatose (Proceratophrys boiei)

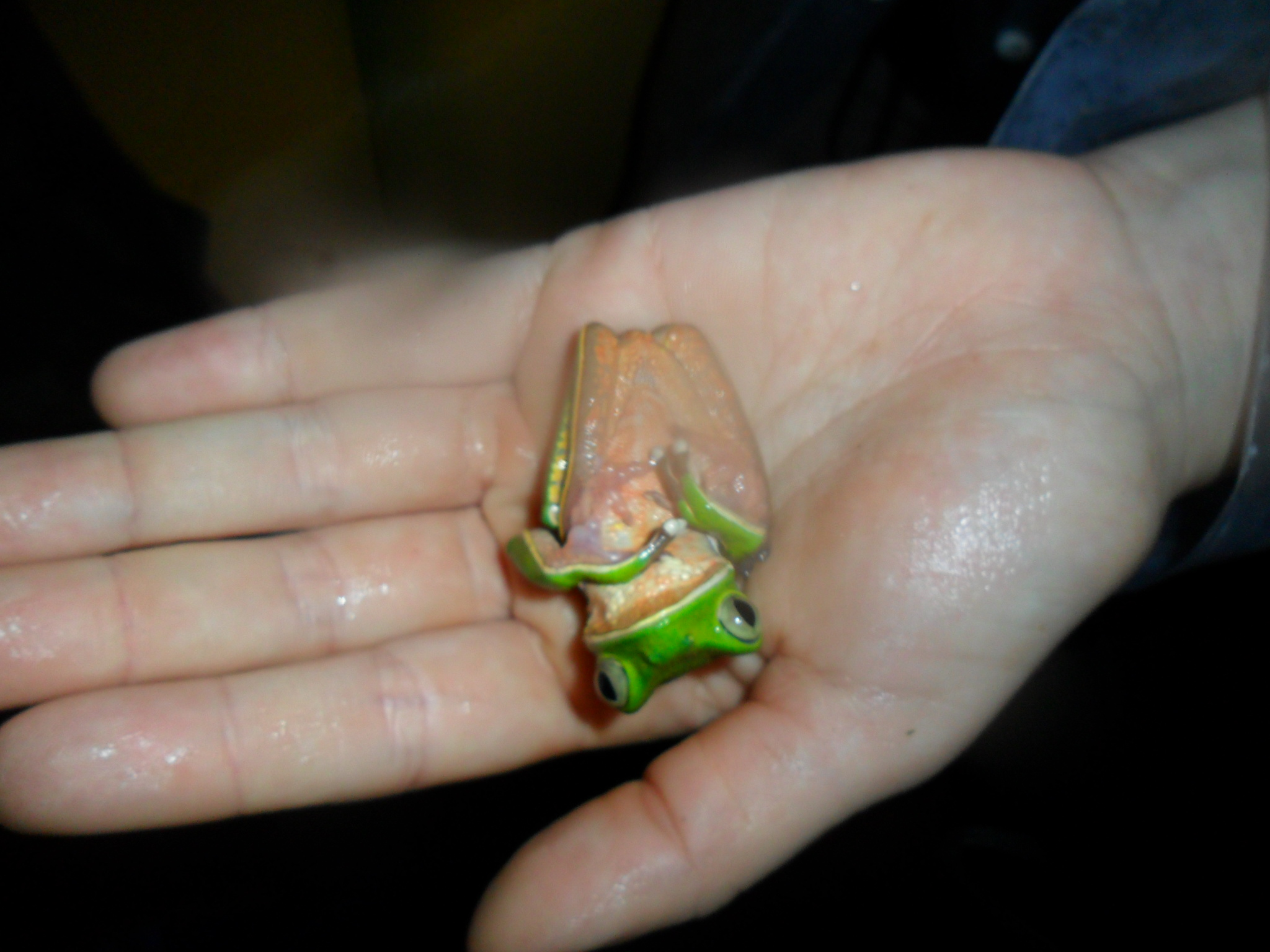
Tanatose (Phyllomedusa burmeisteri)

Normalmente o animal exibe o ventre (ou outras partes do corpo, como a região inguinal), mostrando uma coloração chamativa (aposemática) permanecendo estático por alguns minutos. Isto faz com que o predador (principalmente aqueles orientados por movimento) pense que o animal está morto, perdendo o interesse na presa.
O grupo dos lacertílios (lagartos), principalmente os de menor porte, podem ser mencionados a título de exemplo de espécies que se servem da letissimulação. Outro animal que se destaca por esta capacidade é o gambá, o qual, quando ameaçado, tende a ficar imóvel e exala um odor fétido, por molde a afastar os predadores.

## Etimologia
Do que toca ao substantivo «tanatose», este resulta da aglutinação do étimo grego antigo θανάτωσις (thanatos), que significa «morte», com o sufixo grego clássico -ωσις (osis), que significa «estado».
Relativamente ao substantivo «letissimulação», este consiste num neologismo latino, que aglutina os étimos latinos lētum, que significa «morte» especialmente a violenta, e sĭmŭlātĭo, que significa «simulação».